# Любовта на Мирон
„Любовта на Мирон“ е български игрален филм (драма) от 1980 година на режисьора Пламен Масларов, по сценарий на Пламен Масларов и Радослав Михайлов. Оператор е Пламен Сомов. През 1981 година на фестивала на авторското кино в Сан Ремо наградата за най-добра мъжка роля получава изпълнителят на главната роля Мартин Пенчев.

## Актьорски състав
- Соня Божкова – Албена Петрова
- Мартин Пенчев – Мирон
- Радко Дишлиев – Симо
- Александър Лилов – Мишо